# فيكتور هنري هانسون
فيكتور هنري هانسون (بالإنجليزية: Victor Henry Hanson)‏ هو ناشر أمريكي، ولد في 16 يناير 1876، وتوفي في 7 مارس 1945.